# Pseudenargia regina
Pseudenargia regina är en fjärilsart som beskrevs av Otto Staudinger 1891. Pseudenargia regina ingår i släktet Pseudenargia och familjen nattflyn. Inga underarter finns listade i Catalogue of Life.